# Quadranti e regioni addominali

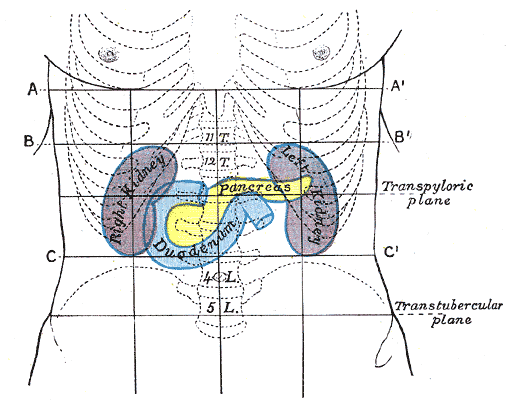
Suddivisione dell'addome in quadranti e in regioni.

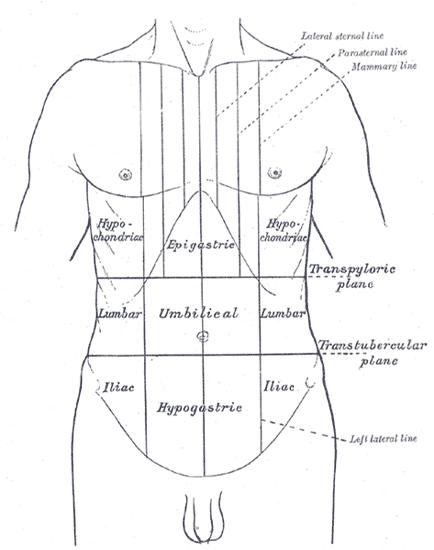
Suddivisione dell'addome in nove regioni.

L'addome può essere suddiviso in anatomia topografica in quattro quadranti o in nove regioni.

## Quadranti addominali
I quadranti addominali  si dividono in:
- Superiore destro
- Superiore sinistro
- Inferiore destro
- Inferiore sinistro

Essi si delimitano tramite 2 piani fra loro perpendicolari e facilmente individuabili: 
1. Il piano sagittale mediano, ossia il piano verticale che attraversa longitudinalmente il corpo dividendolo in una metà destra e in una sinistra, e che - intersecando la parete addominale anteriore - individua la linea xifopubica, che si estende dall'apice del processo xifoideo dello sterno al margine superiore della sinfisi pubica;
2. Il piano ombelicale trasverso (o transombelicale), ossia il piano trasversale parallelo al suolo e passante per l'ombelico.

## Regioni addominali
Le regioni addominali, dall'alto verso il basso, sono le seguenti: 
- Ipocondrio destro e ipocondrio sinistro, fra i quali è compreso l'epigastrio.
- Regione lombare destra e regione lombare sinistra (o, rispettivamente, fianco destro e sinistro), fra i quali è compreso il mesogastrio (o regione ombelicale, o centrale).
- Regione iliaca destra e regione iliaca sinistra (o, rispettivamente, regione inguinale destra e sinistra), fra le quali è compreso l'ipogastrio (o regione sovrapubica o semplicemente pubica).

Le nove regioni sono individuate da quattro linee tracciate avvalendosi dei punti di repere scheletrici del torace e dell'addome: di queste, due sono individuate da piani sagittali e due da piani trasversali.
Le due linee sagittali (verticali) sono le linee emiclaveari (o medioclavicolari), ossia due linee individuate sulla parete addominale anteriore da piani verticali (parelleli al piano mediano) passanti per il punto medio della clavicola considerata. Si estendono dal punto medio della clavicola considerata fino al punto medio della linea congiungente la spina iliaca anteriore superiore omolaterale e il margine superiore della sinfisi pubica. 
Le due linee trasversali (orizzontali), cioè perpendicolari alle due linee emiclaveari e alla linea sagittale mediana, sono:
1. La linea sottocostale, ossia la linea individuata sulla parete addominale anteriore dal piano orizzontale parallelo al suolo e tangente alle estremità inferiori dell'arcata costale, rappresentate dal decimo paio di coste e rispettive cartilagini;
2. La linea intertubercolare, ossia la linea individuata sulla parete addominale anteriore dal piano orizzontale parallelo al suolo e passante per i tubercoli delle creste iliache delle due ossa dell'ileo.
Variabilmente, a volte, al posto delle linee emiclaveari, si possono utilizzare le linee semilunari (di Spigelio), linee perpendicolari al suolo e tangenti ai margini laterali del muscolo retto dell'addome.
Analogamente la linea transpilorica, cioè la linea indviduata sulla parete addominale anteriore dal piano trasversale parallelo al suolo e passante per il punto medio della linea tesa fra l'incisura giugulare del manubrio dello sterno e il margine superiore della sinfisi pubica, è utilizzato al posto della linea sottocostale.
Infine, la linea interspinale o bisiliaca o, anche, bispiniliaca (di Lenzmann), cioè la linea individuata sulla parete addominale anteriore dal piano trasversale parallelo al suolo e passante per le spine iliache anteriori superiori delle creste iliache; è utilizzato al posto della linea intertubercolare.